# Vaca Criolla argentina

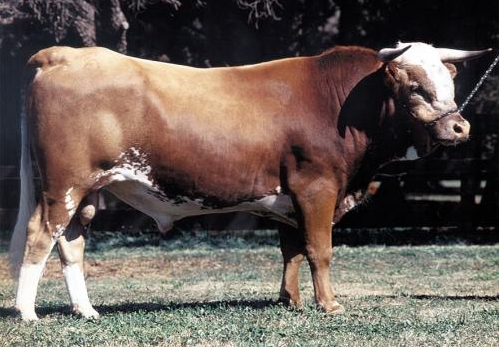
Toro Criollo Argentino de la página web de la "Asociación Argentina de Criadores de Ganado Bovino Criollo":

El Criollo Argentino es uno de los ganados tipo Criollo que se encuentran en América. El tipo de ganado criollo desciende de los primeros bovinos traídos por Cristóbal Colón en sus viajes a América. Este espécimen de ganado vacuno es conocido por su docilidad y capacidad de trabajo, además de su enorme variabilidad genética. Al igual que sus parientes criollos, el criollo argentino exhibe toda la gama de patrones de color del Bos taurus. Estos animales están altamente adaptados a su entorno debido a regímenes de crianza naturalmente selectivos y salvajes durante los últimos 500 años, por lo tanto, son extremadamente deseables para cruzarlos con razas europeas tradicionales para asegurar una destacable heterosis. La Asociación Argentina de Criadores de Ganado Bovino Criollo se estableció en 1990 como la sociedad oficial de la raza. Los propietarios que deseen registrar su ganado en la Asociación Criolla deben hacer que su ganado sea examinado y analizado para determinar su pureza de origen, antes de que pueda ser considerado parte del Criollo Argentino de raza pura.

## Detalles
La vaca argentina criolla es de tamaño medio (400-440 kg), de complexión angular, con la base de su cola estando en una posición alta, lo que facilita el parto. La producción diaria de leche consiste de 4 a 6 litros. Toros criollos argentinos en etapa de adultez varían entre 600 y 800 kg. Demuestran todos los patrones de pelaje posibles del Bos taurus, en las capas básicas de blanco, marrones y negros, con todas sus combinaciones de color.
La raza es dócil y se trabaja fácilmente con caballos. La fertilidad y facilidad para parir las hace una buena raza para sistemas menos intensivos. [cita requerida] Su variabilidad genética es otra ventaja considerada cuando entran en un programa de cruza de razas, ya que asegura un mayor vigor híbrido.